# Maredudd ap Tewdwr
Maredudd ap Tewdwr roi de Dyfed mort en 797
On connaît peu de chose du règne de Maredudd qui succède à son père Tewdwr ap Rhain. Sa mort est relevée par les Annales Cambriae en 796-797. Cette date coïncide avec les raids de la Mercie contre le royaume de Dyfed et il peut avoir été tué lors de ce conflit. Il a comme successeur son fils aîné Rhain ap Maredudd.